# Aeroport Internacional de Ruzyně
El Václav Havel Aeroport Praga (IATA: PRG, OACI: LKPR) serveix a Praga, República Txeca. Està ubicat a 10 km del centre de la ciutat i l'aeroport és un centre de connexions per a Czech Airlines. Fou inaugurada el 5 d'abril de 1937.
La majoria dels vols parteixen de les Terminals Nord (Nord 1 i Nord 2) de l'Aeroport Internacional de Ruzyně. Les Terminals Sud (Sud 1 i Sud 2) s'utilitzen per a uns pocs vols irregulars, així com per a vols especials i d'aeronaus menudes.
En el 2004, l'aeroport va servir a 9,7 milions de passatgers, en el 2005 prop de 10,8 milions i en el 2006 aproximadament 11,6 milions.
L'aeroport té dos pistes en serveis: 06/24 i 13/31. El que va anar la pista 04/22 es va deixar d'utilitzar. La pista més utilitzada és la 24 atès que els vents que prevalen són els de l'oest. La pista 31 també és utilitzada amb freqüència. La pista 06 és rarament utilitzada i la pista 13 és utilitzada només excepcionalment.
El transport públic des d'i cap al centre de Praga consisteix a agafar l'autobús número 119 fins a l'estació del subterrani Dejvická i realitzant un transborde a la Línia Verda (Línia A) del subterrani, o l'exprés nombre 100 fins a l'estació del subterrani Zličín de la Línia Groga (Línia B), encara que lluny del centre. Un viatge típic implica uns 40 minuts. També hi ha altres serveis d'autobús que operen després de la mitjanit, quan les línies de subterrani deixen d'operar.
Des de l'11 de desembre de 2005 la línia AE (Airport Express o Exprés Aeroport) realitza el trajecte RW Station Holešovice - Terminal Nord 1 - Terminal Nord 2 - AP Ruzyně; presta servei tots els dies, des de les 5:00 a les 22:00 hores, amb un interval de 30 minuts; la tarifa especial és de 45 CZK.

## Història
Txecoslovàquia va ser pionera en Europa en matèria d'aviació civil i es va convertir amb el temps, en una part del més important sistema de transport continental. L'aeroport va iniciar les seues operacions el 5 d'abril de 1937, però la història de l'aviació civil txecoslovaca va començar en l'aeroport militar Kbely de Praga en 1919.
Dau a la insuficient capacitat de l'Aeroport de Kbely a mitjan 1930, el Govern va decidir desenvolupar un nou Aeroport Civil Estatal en Ruzyně. Un dels premis més importants que va rebre l'Aeroport Internacional de Ruzyně inclou el Diploma i Medalla d'Or rebuts en 1937 en ocasió de la Exposition Internationale des Arts et Techniques dans la Vie Moderne (Exposició Internacional d'Arts i Tècniques) realitzada en París en l'any 1937 per la concepció tècnica de l'aeroport central, especialment l'arquitectura del seu edifici per al check-in (actual Terminal Sud 1) dissenyat per l'arquitecte Enginyer A. Beneš. Altres premis van ser atorgats per la modernització durant les fases de desenvolupament de l'aeroport.
L'aeroport té una excel·lent ubicació, molt prop del centre de Praga i del centre d'Europa. A més a més, els terrenys de Ruzyně ofereixen oportunitats per a majors expansions de l'aeroport conforme augmenta la demanda. Aquest aeroport serveix com centre de connexió per a la xarxa aeroportuària transeuropea.
Clarament, els canvis polítics i econòmics van afectar els 70 anys d'existència de l'Aeroport Internacional de Ruzyně. Algunes companyies de transport aeri i institucions van ser creades i unes altres van deixar d'operar. Deu organismes van ser responsables de l'administració de l'aeroport al llarg del temps, incloent les noves obres i el desenvolupament. Fins a la dècada de 1990, va haver una bretxa de dues o tres dècades, abans que es portaren a terme importants obres de modernització per a respondre als actuals requeriments de capacitat. Des de llavors, l'aeroport va començar la modernització a un ritme progressiu i gradualment està convertint-se en un dels millors deu aeroports d'Europa.

## Posterior Desenvolupament

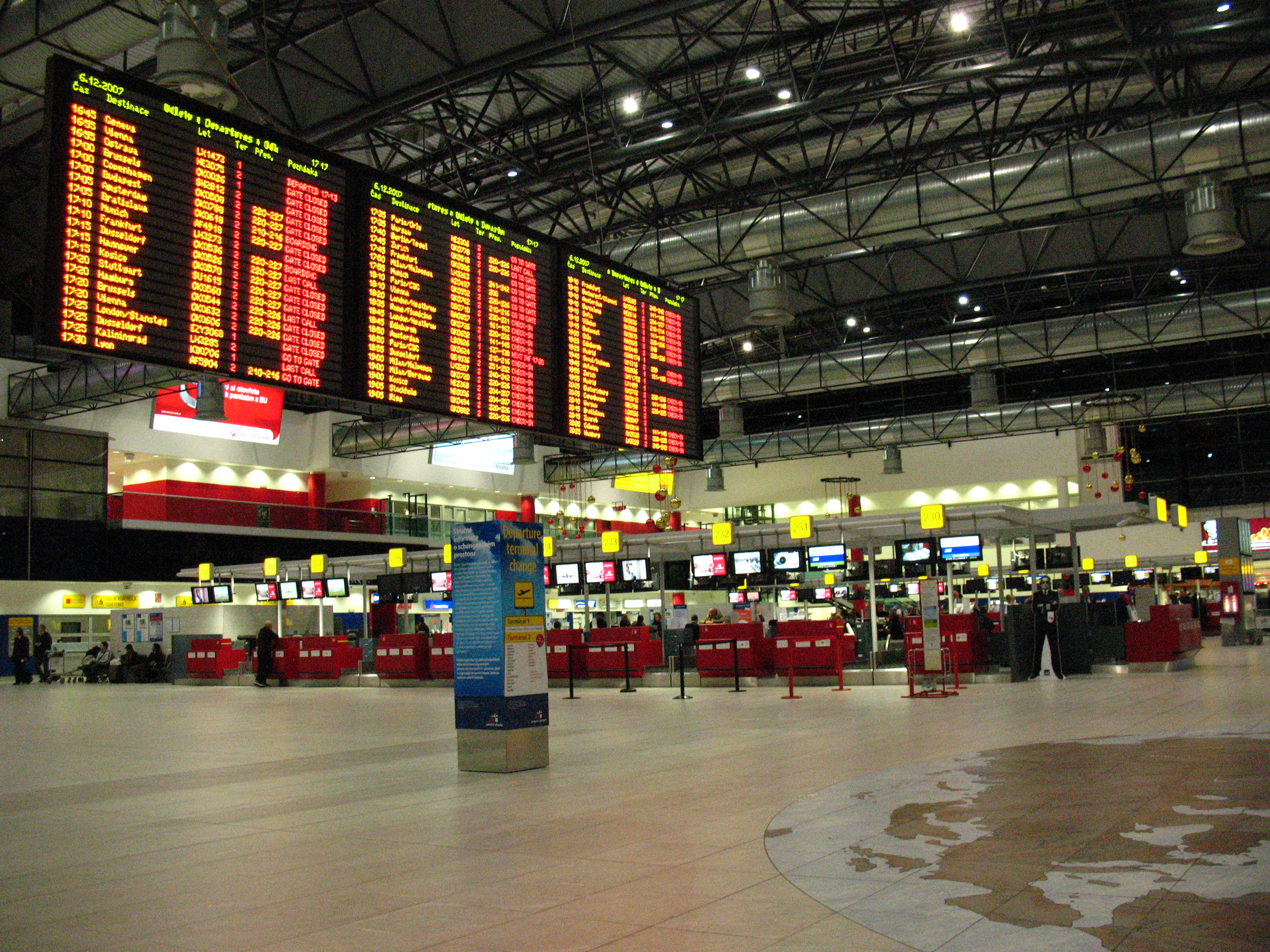
Sala de facturació de l'Aeroport Internacional de Ruzyně.

A mesura que la capacitat de l'aeroport ha començat a arribar al seu límit durant els últims anys (a 2005), desenvolupaments addicionals de l'aeroport estan sent considerats. A més de les habituals refaccions de les pistes, Letiště Praha s.p. (concessionària de l'aeroport) va iniciar els plans per a la construcció d'una nova pista, paral·lela a la 06/24. La construcció té un cost estimat de 5 a 7 bilions de corones txeques i l'inici de les obres s'estima que serà durant el 2007 i la nova pista 06R/24L (també denominada pista BIS) serà posada en funcionament en el 2010. Tindrà un llarg de 3,500 i estarà situada a uns 1,500 metres al sud-est de l'actual pista principal. La pista 24L estarà equipada amb un ILS de categoria III, el que li permetrà operar aterratges i enlairaments en condicions de mal temps.
La concessionària assegura que a més d'incrementar la capacitat de l'aeroport, el nou sistema de la pista reduirà significativament el nivell de soroll en algunes zones densament habitades de Praga. Açò s'assolirà reorganitzant l'espai de trànsit aeri de l'aeroport i desplaçant els corredors de trànsit després de l'entrada en servei de les dues pistes paral·leles. No obstant això, molts habitants de les zones limítrofes a l'aeroport creuen que el trànsit augmentarà, el que va provocar diverses protestes. El 6 de novembre de 2004, va tenir lloc un referend local en dos barris de Praga (Nebušhisse i Přední Kopanina), resultant en el suport oficial a les autoritats locals per a promoure una activa oposició davant la construcció de la pista paral·lela.

## Terminals

### Terminal "NORD 1"
Tots els vols fora de l'àrea Schengen, i vols intercontinentals (incloent vols al Regne Unit, Canadà, Estats Units, Orient Mitjà, Àfrica i Àsia.

### Terminal "NORD 2"
- Vols dins de l'àrea Schengen.

### Terminal "SUD 1"
- Vols especials i privats. Visites oficials d'Estat o esdeveniments importants. Vols xàrter. És una terminal històrica, que va iniciar les seues operacions el 5 d'abril de 1937.

### Terminal "SUD 2"
- Vols especials i privats. Visites oficials d'Estat o esdeveniments importants. Vols xàrter.

## Aerolínies
- Aeroflot (Moscou-Xeremétievo)
- Aer Lingus (Cork, Dublín)
- Air Europa (Madrid-Barajas)
- Air France (París-Charles de Gaulle)
  - Air France operat per Brit Air (Lió)
- Air Moldova (Chişinău)
- Alitalia (Milà-Malpensa)
  - Operated by Alitalia Express (Milà-Malpensa, Roma-Fiumicino)
- Austrian Airlines
  - Austrian Arrows (Viena)
- Belavia (Minsk)
- bmibaby (Birmingham, Manchester, East Midlands)
- British Airways (Londres-Heathrow, Londres-Gatwick)
- Brussels Airlines (Brussel·les)
- Bulgaria Air (Sofia)
- Czech Airlines (Almaty, Amsterdam, Atenes, Barcelona, Beirut, Belgrad, Berlín-Tegel, Bolonia, Bratislava, Brno, Brussel·les, Bucarest-Otopeni, Budapest, Cracòvia, Colònia/Bonn, Copenhaguen, Damasc, Dublín, Düsseldorf, Iekaterinburg, el Caire, Estocolm-Arlanda, Frankfurt, Hamburg, Hanover, Hèlsinki, Istanbul-Atatürk, Kiev-Boryspil, Košice, Larnaca, Ljubljana, Londres-Heathrow, Madrid, Manchester, Marsella, Milà-Malpensa, Minsk, Moscou-Xeremétievo, Múnic, Nova York-JFK, Odessa, Oslo, Ostrava, París-Charles de Gaulle, Riga, Roma-Fiumicino, Rostov, Samara, Sant Petersburg, Skopje, Sliač, Sofia, Stuttgart, Tallin, Tel-Aviv, Tessalònica, Tiflis, Toronto-Pearson, Varsòvia, Venècia, Vilnius, Yerevan, Zagreb, Zuric)
- Delta Air Lines (Atlanta)
- easyJet (Belfast, Dortmund, Londres-Gatwick, Londres-Stansted, Bristol, Milà-Malpensa, Newcastle, East Midlands)
  - easyJet operat per easyJet Switzerland (Ginebra)
- El Al (Tel-Aviv)
- Finnair (Hèlsinki)
- Flyglobespan (Glasgow)
- Germanwings (Colònia/Bonn)
- Iberia LAE (Madrid-Barajas)
- Jet2.com (Belfast, Edimburg, Leeds/Bradford)
- KLM
  - operat per KLM Cityhopper (Amsterdam)
- Korean Air (Seül-Incheon)
- LOT Polish Airlines
  - operat per Eurolot (Varsòvia)
- Lufthansa (Frankfurt)
  - Lufthansa CityLine (Düsseldorf, Hamburg, Múnic, Stuttgart)
- Meridiana (Florència)
- Norwegian Air Shuttle (Bergen, Oslo, Stavanger, Trondheim)
- Polet Airlines (Voronezh)
- Rossiya Airlines (Sant Petersburg)
- Ryanair (Dublín)
- Scandinavian Airlines (Copenhaguen, Estocolm-Arlanda)
- Smart Wings (Barcelona, Gran Canària, Larnaca, Madrid-Barajas, Palma, París-Charles de Gaulle, Roma-Fiumicino)
- Sterling Airlines (Billund, Copenhaguen, Estocolm-Arlanda)
- Swiss International Air Lines
  - Swiss European Air Lines (Basilea/Mulhouse, Ginebra, Zuric)
- TAP Portugal (Budapest, Lisboa)
- Thomsonfly (Bournemouth)
- Turkish Airlines (Istanbul-Atatürk)
- Ural Airlines (Iekaterinburg)
- Vueling (Barcelona)